# Многообразие Гизекинга
Многообразие Гизекинга — трёхмерное гиперболическое многообразие наименьшего объёма.

## Построение
Многообразие Гизекинга можно построить путём склеивания двух пар граней идеального равноугольного гиперболического тетраэдра (с двугранными углами {\displaystyle {\tfrac {\pi }{3}}}).
Если пронумеровать вершины 0, 1, 2, 3,
то грань 0,1,2 надо склеить с гранью 3,1,0 и грань 0,2,3 надо склеить с гранью 3,2,1; в обоих случаях требуется сохранять порядок вершин.

## Свойства

Узел «Восьмёрка»

- Многообразие Гизекинга имеет наименьший объём среди всех гиперболических многообразий.
  - Его объём равен объёму правильного идеального гиперболического тетраэдра, он приблизительно равен 1.01494161.

- Двойное накрытие многообразия Гизекинга гомеоморфно к дополнению восьмерки.

- Границе окрестность бесконечности это бутылка Кляйна.

- Первые гомологии многообразия Гизекинга это целые числа.

- Многообразие Гизекинга расслаивается над окружностью с проколотым тором как слой; монодромия задаётся отображением {\displaystyle (x,y)\to (x+y,x)}.
  - Квадрат этого отображения — так называемое отображение арнольдовского кота. Это дает еще один способ увидеть, что двойное накрытие многообразия Гизекинга есть дополнение восьмёрки.